# Schoenocephalium
Schoenocephalium es un  género de plantas herbáceas pertenecientes a la familia Rapateaceae. Comprende cuatro especies originarias  de América tropical en la región de confluencia entre Colombia, Venezuela y Brasil.

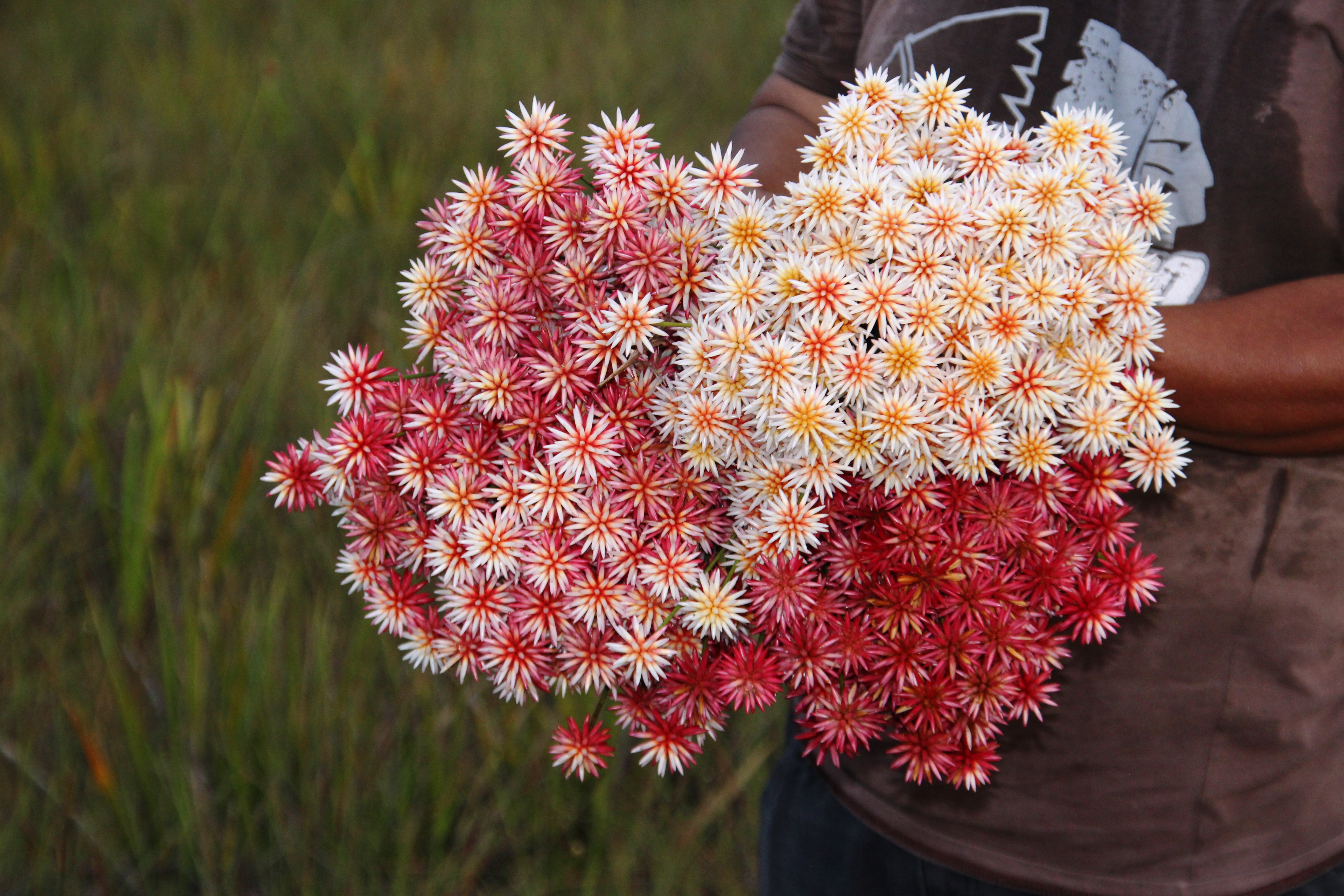
Flores de Inírida de verano: Schoenocephalium teretifolium en los Llanos colombianos.

## EspeciesdeSchoenocephalium
- Schoenocephalium cucullatum Maguire, Mem. New York Bot. Gard. 10(1): 39 (1958).
- Schoenocephalium martianum Seub. in C.F.P.von Martius & auct. suc. (eds.), Fl. Bras. 3(1): 130 (1847).
- Schoenocephalium schultesii Maguire, Mem. New York Bot. Gard. 10(1): 40 (1958).
- Schoenocephalium teretifolium Maguire, Mem. New York Bot. Gard. 10(1): 38 (1958).